# Ulrich von Bassewitz (Offizier)
Ulrich Carl Adolph von Bassewitz (* 27. März 1781 in Westenbrügge; † 1. Dezember 1866 in Schimm) durchlief von 1795 bis 1807 eine Offizierslaufbahn im schwedischen Militärdienst, zuletzt im Range eines Oberstleutnants, Herr auf Schimm und Tarzow, 1861 Ehrenbürger der Hansestadt Wismar.

## Lebenslauf
Ulrich von Bassewitz wurde als dritter Sohn von Oberstleutnant Ulrich Carl von Bassewitz und der Sophie Elisabeth Henriette, geb. von Barner geboren. Er hatte noch acht Brüder und sechs Schwestern, darunter Friedrich Magnus und Adolf.
1795 trat Bassewitz als Fähnrich in ein garnisoniertes deutsch-schwedisches Regiment in Stralsund ein. 1796 ging er als Leutnant nach Stockholm. 1797 studierte er in Uppsala/ Schweden. 1801 war er Hauptmann und Stabsadjutant und 1805 Major und Oberadjutant des letzten schwedischen Königs a.d.H. Wasa. 1806–1807 wurde er militärisch in Deutschland eingesetzt. Nach dem Waffenstillstand wurde Ulrich Carl Adolph von Bassewitz mit dem schwedischen Schwertorden ausgezeichnet und als Oberstleutnant verabschiedet.
Er heiratete Juliane von Pavels. Mit ihr hatte er zwei Söhne, August Gneomar und Friedrich Magnus.
1809 übernahm Bassewitz die Güter Schimm und Tarzow. Über diese beiden Güter stiftete er am 15. Juli 1841 ein Fideikommiss, am 19. Juli 1841 bestätigt durch den mecklenburg-schwerinschen Großherzog Paul Friedrich und den Geheimerratspräsidenten Ludwig von Lützow. Das Gut Schimm baute er mitsamt Park aus. 
Bassewitz führte intensiv genealogische Nachforschungen an und fertigte unter anderem in Rostocker Archiven Auszüge von Urkunden aus dem 14.–16. Jahrhundert an. Auf Schimm legte er ein umfassendes Familienarchiv an, das verschiedene Verträge, Briefe, Siegel, Stempel, Wappenausführungen, Ahnentafeln und dergleichen enthielt. Das Archiv hielt insbesondere auch die Erinnerung an die Verbindungen der Familie von Bassewitz mit Schweden wach.
Am 25. Januar 1861 wurde im Bürgerausschuss der Stadt Wismar der Antrag auf Erteilung des Ehrenbürgerrechts für Herrn Oberstlieutenant a. D. von Bassewitz gestellt.
Ausschlaggebend für die zu erteilende Ehrung waren die beiden Mildtätigen Stiftungen, die er in Wismar etablierte. So sollte die am 18. September 1860 vom Rat bestätigte Stiftung Augenkranken zugutekommen. Die Zinsen seines gewidmeten Kapitals von 600 Talern wurden für die Behandlung von Wismarer Patienten in der Rostocker Augenklinik verwendet. Eine zweite Stiftung, die von Bassewitz am 10. November 1860 mit einem Kapital von 1500 Talern ausgestattet hatte, widmete sich den Armen in der Stadt. Von den Zinsen sollten die ärmsten Bewohner der Stadt jährlich vor Weihnachten Naturalien erhalten.
Am 13. Februar 1861 folgte der Rat von Wismar dem Antrag des Bürgerausschusses und bestätigte die Verleihung des Ehrenbürgerrechts an Ulrich Carl Adolph von Bassewitz zum zweiten Ehrenbürger der Stadt Wismar. Das Original des Ehrenbürgerschaftsbriefes befindet sich im Archiv der Hansestadt Wismar.